# 瓦氏似鮪雅羅魚
瓦氏似鮪雅羅魚（学名：Thynnichthys vaillanti）为輻鰭魚綱鯉形目鲤科的其中一種，分布於亞洲婆羅洲東部的河川，體長可達26.4公分。